# كوموه

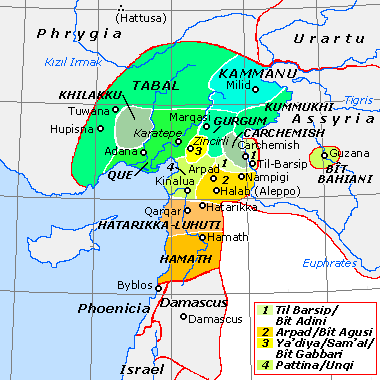
موقع كوموه داخل عالم الدول الحثية المتأخرة في الألفية قبل الميلاد.

مملكة كوموه في العصر الحديدي ( كومها ، بالآشورية. كوموه، بالأورارتية قوماها) في جنوب شرق الأناضول في جنوب من ملاطية وشمال كركميش ، غرب الزي Alzi وشرق جورجوم في سهل مرعش .
كانت العاصمة لربما مدينة كوموه التي تحمل نفس الاسم، في وقت لاحق سموساط . من المحتمل أن تكون المدينة مطابقة لكوموها من فترة الإمبراطورية الحيثية ، ولكن هناك اقتراح مطابقتها مع كِماه Kemah أيضًا . وكانت المدن الهامة الأخرى أويتا Uita وخالبا Ḫalpa.
يبدو أن المملكة حافظت على علاقات ودية إلى حد كبير مع آشور. هكذا جاء أداد نيراري الثالث مع والدته شامورامات حسب نصب البازارجيك 805 ق لمساعدة ملك كوموه ضد أعدائه في جرجوم وقدم اضحية لإله الطقس في عاصمته.
في النصف الأول من القرن الثامن ق.م، زادت الهجمات الأورارتية. في العام 744   قبل الميلاد حرض الاورارتيون القبائل الآرامية في الشمال على التمرد ضد كوموه. عندما زحف ساردوري الثاني Sarduri II في عام 743 ق.م ضد كوشاسبي ملك كوموه، ودمر مدينة اويتا وحاصر مدينة خالبا الملكية، استسلم ملك كوموه وأعيد تنصيبه من قبل الأورارتيين مرة أخرى. وقد دفع كجزية، وفقًا لخبر ساردوري، 40 وزنًا من الذهب و 800 وزنًا من الفضة و 3000 قطعة من المنسوجات و 200 من الدروع البرونزية وأكثر من ذلك بكثير. بعد ذلك عام 743 ق.م، في السنة الثالثة من حكم تغلث فلاسر الثالث. ، تشير السجلات السنوية إلى انتصاراته على ساردوري في أورارتو، وماتو إيلو Matu-Ilu من ارفاد ، وسولومال Sulumal من ميليدو ، وتارخولارا Tarḫulara من جورجوم. كما يشير تغلث فلاسر إلى انتصاره على ساردوري في كيشتان Kištan وخالبا، بمقاطعات كوموهي. إذ يرد أنه أحتل معسكرًا أورارتيًا، لكن الملك يستطيع الهرب. ضُمت مملكة كوموه في نهاية عام 708  ق.م في عهد سرجون الثاني وصارت مقاطعة آشورية . ووضعت تحت إدارة قائد الشمال (تورتانو شوملو / turtānu šumēlu ).
في عام 709 ق.م تحالف موتالو Mutallu من كوموه مع الملك الأورارتي أرجيشي الثاني Argišti II ، لكن بعد ذلك أصبح تابعًا آشوريًا مرة أخرى. تحت حكم سرجون الثاني ، كان جزء من ميليد Melid مرتبطًا مؤقتًا بكوموه، حتى خُلع ملكميليد موتالو عام 708 ق.م. بقيت كوموه تحت الحكم الآشوري حتى 612 ق.م.
هناك خمسة ملوك لكوموه معروفين، من المصادر الآشورية  ، ومن مصادر لوفية أخرى:
| حاكم                                            | مدة الحكم               | تزامن مع الحكام الآشوريين               | تعليق                                                 |
| ----------------------------------------------- | ----------------------- | --------------------------------------- | ----------------------------------------------------- |
| هاتوشيلي الأول Hattusili I. / قاتازيلز Qatazilu | حوالي 866 إلى حوالي 857 | شلمنصرالثالث، سنوات الحكم 1 و 2         | اسم ربما حيثي                                         |
| كونداشبي Kundašpi                               | حوالي 853/856           | شلمنصر الثالث، سنة 6                    | اسم ربما الإيراني                                     |
| سوبيلوليما Suppiluliuma / Ušpilulume            | 805 إلى 773             |                                         | تابع لآشور، المعروف أيضًا بنقوش لوفية                  |
| هاتوشيلي الثاني Hattusili .                     | 8 الأوسط. قرن           |                                         | ابن سوبيلوليما Suppiluliuma                           |
| كوشتاشبي Kuštašpi                               | حوالي 750               | تغلث فلاسر ، سنوات الحكم 3 ، 6 ، 8 ، 14 | الاسم ربما إيراني، ويرد بالوثائق الآشورية والأورارتية |
| مواتالي / موتالو Muwatalli                      | 712 إلى 708             | سرجون الثاني، سنوات الحكم 10، 14        | اسم حيثي، نصبه الآشوريون                              |

في العصور الهلنستية والرومانية ، كانت المنطقة الطبيعية معروفة تحت الاسم اليوناني كوماحيني .

## نقوش
- نقوش انكوز Ancoz ( انكوز 5 ، انكوز 7 ، انكوز 8 ، انكوز 9 ، انكوز 10 )
- نقش بالهيروغليفية في Boybeypınarı ، محافظة أديامان ، المنحدر الشمالي لجبل كيزيل داغ، تم تركيبه بشكل ثانوي في أحد الجدران، تم اكتشافه عام 1931 ( متحف أنقرة )
- نقوش:Adıyaman 1 و Adıyaman 2 ، الحفريات في Eski Kåhta
- سميساط ( Stele Samsat 1 )
- النقش البارز الصخرية الغارق في بحيرة مالبينار Malpınar

## أدبيات الموضوع
- بيتر دوبوفسكي: حزقيا والآشوريون يبصقون. إعادة بناء أجهزة المخابرات الآشورية الجديدة وأهميتها بالنسبة إلى ملوك 2 18-19 . معهد الكتاب المقدس البابوي، روما 2006 ، ردمك 9788876533525 ، وخاصة ص 50-60.
- جون ديفيد هوكينز: شمال سوريا وجنوب شرق الأناضول . In: M. Liverani (ed. ): الجغرافيا الآشورية الجديدة . Università di Roma، Dipartimento di scienze storiche، archeologiche e antropologiche dell'Antichità، Rome 1995 ( Quaderni di geografia storica . المجلد 5) ص. 87-101.
- جون ديفيد هوكينز: نقوش الهيروغليفية الحثيثة للكوماجين. دراسات الأناضول، 1970 ، العدد 20 ، الصفحات 69-110.
- برادلي ج. باركر: على حافة الإمبراطورية: تصور الحدود الأناضولية لآشور حوالي 700 قبل الميلاد . في: مجلة علم الآثار الأنثروبولوجية ، 2002 ، العدد 21 ، ص 371-395.